# JR Tokai
JR Tokai (JR東海 Jeiāru Tōkai?) egentligen Tōkai Ryokaku Tetsudō Kabushiki-gaisha (東海旅客鉄道株式会社?) (engelska; Central Japan Railway Company) är ett järnvägsbolag i Japan med huvudkontor i Nagoya. Det är ett av de sju järnvägsbolag som bildades när det statliga järnvägsbolaget JNR (Japanese National Railways) 1987 splittrades och är en del av samarbetet Japan Railways. JR Tokai driver Japans mest trafikerade tåglinje Tokaido Shinkansen. Det har 18 148 anställda.

## Järnvägsnät

Karta som visar de ungefärliga verksamhetsområdena för varje bolag i JR Group. JR Tokai i orange färg.

Vid uppdelningen av JNR fick de nybildade persontrafikbolagen (varav JR Tokai är ett) överta infrastrukturen i var sitt geografiskt avgränsat område. JR Tokais område täcker centrala och södra Chubu samt Mie. 
Shinkansen-linjerna delades inte vid privatiseringen utan JR Tokai fick leasa hela Tokaido Shinkansen även de delar som geografiskt ligger i JR Higashi-nihons respektive JR Nishi-nihons områden av det nybildade Shinkansen Holding Corporation. 1991 fick JR Tokai köpa ut infrastrukturen till banan för 5,1 biljoner yen på avbetalning över 60 år.
Bolaget har 1 970,8 km järnvägar varav 1 511,0 km elektrifierat och 1 086,8 km dubbelspår.

## Utveckling
JR Tokai har behov av att öka transportkapaciteten mellan Tokyo och Osaka, sen Tokaido Shinkansen har nått sitt kapacitetstak. De tillsammans med Japan's Railway Technical Research Institute (RTRI) byggt en testanläggning för utveckling av ett nytt supraledande maglevtåg JR-Maglev i Yamanashi.
JR Tokai har även en egen utvecklingscentrum i Komaki för att utveckla utrustning för Tokaido Shinkansen. Där finns en vindtunnel för hastigheter upp till 350 km/h, en simulator för miljön i tågkupén, en testanläggning för vibrationer i kontaktledningar och ett testspår där tågens påfrestningar på spåret kan mätas.

## Aktuella projekt
JR Tokai beslutade 25 december 2007 att verka för att bygget av Chuo Shinkansen  med den teknik man utvecklat för JR Maglev kommer igång så snart som möjligt. Detta genom att ta på sig alla kostnader för bygget av med första etappen mellan Tokyo och Nagoya.